# Diekirch (distrikt)
Diekirch er et distrikt i Luxembourg. Det består af kantonerne Redange, Wiltz, Clervaux, Vianden og Diekirch. 
Distriktet grænser i nord og vest til Belgien, i syd til distriktet Luxembourg, og i øst til distriktet Grevenmacher og den tyske delstat Rheinland-Pfalz
49°58′N 6°01′Ø / 49.97°N 6.02°Ø